# Notoplites scutatus
Notoplites scutatus är en mossdjursart som beskrevs av Harmer 1926. Notoplites scutatus ingår i släktet Notoplites och familjen Candidae. Utöver nominatformen finns också underarten N. s. dissimilis.